# Сретењска црква у Крушедолу
Сретењска црква у Крушедолу, месту у општини Ириг, подигнута је у периоду од 1512. до 1516. године. Цркву је подигла је деспотица Ангелина Бранковић као храм некадашњег женског манастира посвећеног Светом Јовану Златоустом. Није познато када је црква променила патрона, мада се као храм Сретења помиње и пре 1633. године. Представља заштићено непокретно културно добро као споменик културе од изузетног значаја.

## Изглед
Црква посвећена Сретењу Христовом је једнобродне основе, засведена полуобличастим сводом, са олтарском апсидом споља петостраном, а изнутра елипсоидном, коју покрива издужена полукалота. У периоду између 1753. и 1839. године дозидани су егзонартекс и звоник квадратне основе са два кордонска венца, а простор старе припрате и наоса је обједињен.
Делови живописа очувани су само у нижим зонама зидних површина. Старији, настао 1633/1634. године налази се у некадашњој припрати, а новији, с почетка 18. века, у наосу и олтарском простору. Значај овог сликарства, које у целини припада поствизантијској традицији, представљају његове иконографске особености, мада га изразита линеарност са наглашеном декоративношћу сврстава у просечна ликовна остварења. Иконостас скромнијег типа олтарских преграда сведеног програма, осликао је 1763. године Димитрије Бачевић, вероватно уз сарадњу Теодора Крачуна. Иако се уочавају архаична решења при обликовању ликова и неспретност у композицији, иконографски образац има одлике развијеног Бачевићевог стила.
Конзерваторски радови на живопису обављени су 1961. године, а иконостас је рестаурисан 1963. године. Један од највећих приложника овог храма у новије време (у последњих 100 година, од 2023.) био је Љубомир Марковић, председник црквеног грађевинског одбора за обнову и санацију Сретењске цркве.